# هيئة بث برلين الحرة
المرسل فرايز برلين (SFB) (بالإنجليزية: Radio Free Berlin) كانت خدمة الإذاعة والتلفزيون العامة إيه آر دي لبرلين الغربية من 1 يونيو 1954 حتى 1990 ولبرلين ككل من إعادة توحيد ألمانيا حتى 30 أبريل 2003. في 1 مايو 2003، تم دمجها مع Ostdeutscher Rundfunk Brandenburg لتشكيل Rundfunk Berlin-Brandenburg.

## التاريخ

### قبل الحرب
في عام 1922، تم تشكيل Deutsche Stunde ، Gesellschaft für drahtlose Belehrung und Unterhaltung mbH (الجمعية الألمانية للتعليم اللاسلكي والترفيه المحدودة) لتعزيز العلم الجديد للبث الإذاعي والاستقبال. بدأت هذه المؤسسة البث في 29 أكتوبر 1923 من برلين.
في عام 1933، تم وضع البث الألماني تحت سيطرة الدولة النازية وأصبحت المحطة Reichssender Berlin، جزءًا من Großdeutscher Rundfunk الوطنية، التي يسيطر عليها جوزيف جوبلز. تم إغلاق المحطة من قبل الحلفاء في نهاية معركة برلين التي جلبت نهاية الحرب العالمية الثانية في أوروبا.

## المدراء العامون
- 1954-1957: ألفريد براون
- 1957-1960: والتر جيرديس
- 1961-1968: والتر شتاينر
- 1968-1978: فرانز ألبرت بارسيج
- 1978-1983: فولفجانج هاوس
- 1983-1986: لوثار لوي
- 1986-1989: غونتر هيرمان
- 1989-1997: دكتور غونتر فون لويفسكي
- 1998-2003: هورست شاتل